# Udokan
Udokan – pasmo górskie w azjatyckiej części Rosji, w obwodzie czytyjskim i Jakucji.
Jest jednym z pasm we wschodniej części Gór Stanowych, stanowi przedłużenie Gór Południowomujskich w kierunku wschodnim; długość pasma ok. 250 km; wysokość do 2515 m n.p.m. Zbudowane z prekambryjskich gnejsów i łupków; porośnięte do wysokości 1200 m n.p.m. tajgą modrzewiową, wyżej tundra górska; w najwyższych partiach lodowce.
Występują złoża rud żelaza (Udokański Region Rudonośny).